# Ларрі Мельник
Ларрі Джозеф Мельник (англ. Larry Joseph Melnyk; 21 лютого 1960, м. Саскатун, Канада) — канадський хокеїст, захисник.

## З життєпису
Виступав за «Нью-Вестмінстер Брюїнс» (ЗХЛ), «Бінгемтон Дастерс» (АХЛ), «Бостон Брюїнс», «Спрингфілд Індіанс» (АХЛ), «Ері Блейдс» (АХЛ), «Балтимор Скіпджекс» (АХЛ), «Едмонтон Ойлерс», «Герші Берс» (АХЛ), «Монктон Елпайнс» (АХЛ), «Нова-Скотія Ойлерс» (АХЛ), «Нью-Йорк Рейнджерс», «Ванкувер Канакс».
В чемпіонатах НХЛ — 432 матчі (11+63), у турнірах Кубка Стенлі — 66 матчів (2+9).
У складі молодіжної збірної Канади учасник чемпіонату світу 1979.
Досягнення
- Володар Кубка Стенлі (1984, 1985)